# Joseph Marcell
Joseph Marcell (n. 14/18 august 1948, Castries, Castries Quarter⁠(d), Sfânta Lucia) este un actor britanic originar din Saint Lucia, cunoscut pentru rolul său din serialul Prințul din Bel Air.